# 深發光鯛
深發光鯛為輻鰭魚綱鱸形目鱸亞目發光鯛科的一種，為熱帶海水魚，分布於西南太平洋所羅門群島海域，深度可達1200公尺，體長可達4公分，棲息在深水域，生活習性不明。

## 擴展閱讀
維基物種上的相關：深發光鯛